# Ixhuatlán de Madero (municipalité)
La municipalité d'Ixhuatlán de Madero est l'une des 212 municipalités de l'État de Veracruz, et est située dans la partie nord de cet État. Située à l'ouest du golfe du Mexique, elle fait partie du bassin versant du fleuve Río Tuxpan, et se trouve sur les piémonts orientaux du massif montagneux de la Sierra Madre orientale. Elle est limitrophe au sud-ouest de l'État d'Hidalgo, et à l'est de l'État de Puebla. Son chef-lieu est la ville éponyme de Ixhuatlán de Madero. Elle dépend de la région Huasteca Baja, du nom du peuple des Huaxtèques qui y est établi, et est une des 10 subdivisions administratives de l'État de Veracruz.

## Géographie
La municipalité d'Ixhuatlán de Madero s'étend du nord au sud de part et d'autre de la rivière Vinazco, l'un des deux principaux tributaires du fleuve Río Tuxpan. Assise pour partie sur les piémonts orientaux du massif montagneux de la Sierra Madre orientale, son altitude oscille entre 80 et 900 mètres. Son chef-lieu, la localité éponyme d'Ixhuatlán de Madero, se trouve dans la partie sud de son territoire, à l'est de la rivière Vinazco. Ce territoire couvre une superficie de 668,4 km2, et était peuplé en 2020 de 50 836 habitants, pour une densité de 76,1 habitants par km2.
Cette municipalité est limitrophe au nord de celles d'Álamo Temapache et de Chicontepec, à l'ouest de celles de Benito Juárez et de Tlachichilco, au sud-ouest, dans l'État d'Hidalgo, de celles de San Bartolo Tutotepec et de Huehuetla, et à l'est, dans l'État de Puebla, de celles de Pantepec et de Francisco Z. Mena.

## Composition et démographie
La municipalité était composée en 2020 de 162 localités, dont 2 étaient considérées comme urbaines, les autres étant rurales. La localité d'Ixhuatlán de Madero, trop peu peuplée, n'apparaît pas dans le tableau ci-dessous.
| Localité            | Population |
| ------------------- | ---------- |
| San Francisco       | 3181       |
| Pisaflores          | 2527       |
| Llano Enmedio       | 1718       |
| Colatlán            | 1586       |
| Zapote Bravo        | 1460       |
| Reste des localités | 40 364     |
| Total population    | 50 836     |

En plus de l'espagnol, plusieurs langues amérindiennes sont parlées dans la municipalité, dont les principales sont par ordre d'importance : le nahuatl, l'otomí, le totonaque et le Tepehua de Pisa Flores.

## Histoire
Durant la période hispanique, Ixhuatlán se nommait San Cristóbal Ixhuatlán. Ses habitants demandèrent au XVIIe siècle à se séparer de Chicontepec.
En 1881, la ville d'Ixhuatlán est élevée au rang de ville (villa).
En 1920, la ville d'Ixhuatlán fut renommée Ixhuatlán de Madero, en l'honneur de l'ancien président du Mexique Francisco I. Madero.

## Économie

### Agriculture et élevage
La superficie des parcelles semées représentait en 2021 une surface totale de 17 433 hectares, parmi lesquels 11 315 hectares étaient voués à la culture du maïs, 3700 hectares étaient voués à la culture de l'orange, et 1508 hectares étaient voués à celle du caféier.
En 2021, la production de viande par tonnes comprenait 3936,5 tonnes de viande bovine, 387,5 tonnes de viande porcine, 7,8 tonnes de viande ovine, 2,9 tonnes de viande caprine, 61,5 tonnes de volailles, et 34,1 tonnes de dinde. La superficie vouée à l'élevage représentait alors 10 357 hectares.